# Jurina i Franina
Franina i Jurina je istarski narodni koledar, godišnjak, zbornik vrlo raznorodnih tekstova među kojima prevladavaju kulturno-povijesne teme, iako se nađe i svakojakih obljetničkih crtica, pa i praktičnih savjeta za zdravlje, poljoprivredu, kućanstvo i slično. "Franina i Jurina" jedna je od najdugovječnijih institucija istarskog izdavaštva na hrvatskom jeziku.
U "Franini i Jurini" mogu se pronaći i modernije književne teme, pa ponešto i od etnografskih i mitoloških tema. U njemu ponajbolji istarski autori u stotinjak priloga, članaka i reportaža iz svih istarskih i kvarnerskih krajeva predstavljaju zaslužne ljude, važne i zanimljive događaje, tradicionalne vrijednosti, aktualna zbivanja, teme iz kulture, stvaralaštva i drugih područja narodnoga života. Posebna je pozornost posvećena predstavljanju prirodnih vrijednosti i ljepota istarskih krajeva, ekološkim temama, čuvanju prirodne i kulturne baštine, novostima i savjetima iz poljoprivrede, dobrom vinu i maslinovu ulju, zdravlju, zanimljivostima i atrakcijama...
Franina i Jurina u raznim oblicima i kod raznih nakladnika izlazi već 84 godine, s prekidima zbog povijesnih okolnosti, a dosad su izašle već 52 knjige. Prva knjiga "Franine i Jurine" izašla je u Trstu 1922. za 1923. godinu. Godišnjak izlazi do 1929. godine kada ga je zajedno s ostalom hrvatskom riječju zabranila talijanska fašistička vlast. Ponovo je pokrenut 1952. za 1953. godinu i otada je redovito jednom godišnje izlazio sve do 1991. godine kada se gasi. Istra je tako ostala bez svoga tradicionalnog narodnog kalendara - godišnjaka koji je pred svaku Novu godinu s nestrpljenjem i radošću dočekivan.
Nakon deset godina prekida, tradicionalni istarski narodni kalendar nastavio je s izlaženjem kada je na pragu novog godišta, novog stoljeća i novog tisućljeća stvar preuzeo u ruke Miroslav Sinčić, poznati istarski novinar, književnik, urednik i nakladnik, pa sada "Franinu i Jurinu" izdaje njegova izdavačka kuća "Reprezent" s adresom u Račicama kraj Buzeta.
Ovaj omiljeni godišnjak izlazi svake godine koncem studenog s raznolikim, zanimljivim i korisnim sadržajem, lijepo oblikovan i bogato ilustriran sa stotinjak fotografija u boji.

## Poznati suradnici
(izbor)
- Miroslav Sinčić
- Ive Rudan
- Mate Ćurić